# Ronde van Sétif
De Ronde van Sétif is een voormalige meerdaagse wielerwedstrijd in Algerije, voor het eerst georganiseerd in 2014. De wedstrijd maakte deel uit van de UCI Africa Tour, in de categorie 2.2. De wedstrijd vond jaarlijks in maart plaats.

## Lijst van winnaars

### Overwinningen per land
| Overwinningen | Land                         |
| ------------- | ---------------------------- |
| 1             | Algerije, Frankrijk, Marokko |

2005 · 
2006 · 
2007 · 
2008 · 
2009 · 
2010 · 
2011 · 
2012 · 
2013 ·
2014 · 
2015 ·
2016 ·
2017 ·
2018 ·
2019 ·
2020 ·
2021 ·
2022 ·
2023 ·
2024 ·
2025
Belangrijkste wedstrijden

Ronde van Burkina Faso · La Tropicale Amissa Bongo · Ronde van Kameroen · Ronde van Marokko · GP Chantal Biya · Ronde van Rwanda